# Сомеш
Сомеш, Самош (рум. Someş, венг. Szamos) — крупная река на территории республик Румыния и Венгрия. Левый приток реки Тисы (бассейн Дуная). Общая длина реки составляет 418 км (от истока до впадения Самоша в Тису у г. Вашарошнамень (Венгрия)), из них 378 км находится на территории Румынии, 40 км — Венгрии. Сомеш — одна из основных рек историко-культурной области Трансильвания.

## Гидрография
Площадь водосбора Сомеша — 15,3 тыс. км². В верховьях река имеет ярко выраженный горный характер, пересекая Восточные Карпаты, массив Бихор, затем Трансильванское плато в северо-восточной его части. Сталкиваясь с горными породами река несколько раз меняет направление течения, образуя полукруг. Воды реки вызывают эрозию известняка, лёсса и суглинков, образуя овраги. В нижнем течении Сомеш течет по Среднедунайской равнине, сложенную аллювиальными наносами. Половодье наблюдается весной и в начале лета. Питание снеговое, дождевое, подземное. Межень устанавливается с конце лета, начале осени. Средний расход воды в реке у г. Сату-Маре (Румыния) — около 115 м³/с. Крупнейшие притоки: Алмаш, Лэпуш, Сомешул и др. Ледостав с конца декабря до конца февраля. Используется для лесосплава. В нижнем течении реки искусственные каналы, возможно речное судоходство. Используется для орошения (главным образом в нижнем течении в Венгрии). На Сомеше расположены города Клуж-Напока, Деж, Сату-Маре (Румыния).